# العلاقات التركية الكينية
العلاقات التركية الكينية هي العلاقات الثنائية التي تجمع بين تركيا وكينيا.

## مقارنة بين البلدين
هذه مقارنة عامة ومرجعية للدولتين:
| وجه المقارنة                                              | تركيا         | كينيا                         |
| --------------------------------------------------------- | ------------- | ----------------------------- |
| المساحة (كم2)                                             | 783.56 ألف    | 581.31 ألف                    |
| عدد السكان (نسمة)                                         | 80.14 مليون   | 48.47 مليون                   |
| الكثافة السكانية (ن./كم²)                                 | 102.28        | 83.38                         |
| العاصمة                                                   | أنقرة         | نيروبي                        |
| اللغة الرسمية                                             | اللغة التركية | اللغة السواحلية، لغة إنجليزية |
| العملة                                                    | ليرة تركية    | شيلينغ كيني                   |
| الناتج المحلي الإجمالي (بليون دولار)                      | 851.10 مليار  | 74.94 مليار                   |
| الناتج المحلي الإجمالي (تعادل القوة الشرائية) بليون دولار | 1.57 تريليون  | 142.24 مليار                  |
| الناتج المحلي الإجمالي الاسمي للفرد دولار أمريكي          | 9.12 ألف      | 1.38 ألف                      |
| الناتج المحلي الإجمالي للفرد دولار أمريكي                 | 19.79 ألف     | 2.95 ألف                      |
| مؤشر التنمية البشرية                                      | 0.761         | 0.548                         |
| رمز المكالمات الدولي                                      | +90           | +254                          |
| رمز الإنترنت                                              | .tr           | .ke                           |
| المنطقة الزمنية                                           | ت ع م+03:00   | ت ع م+03:00                   |

## منظمات دولية مشتركة
يشترك البلدان في عضوية مجموعة من المنظمات الدولية، منها:
| علم المنظمة | اسم المنظمة                                                | تاريخ انضمام تركيا | تاريخ انضمام كينيا |
| ----------- | ---------------------------------------------------------- | ------------------ | ------------------ |
|             | مؤسسة التنمية الدولية                                      | 22 ديسمبر 1960     | 3 فبراير 1964      |
|             | يونسكو                                                     | 4 نوفمبر 1946      | 7 أبريل 1964       |
|             | وكالة ضمان الاستثمار متعدد الأطراف                         | 3 يونيو 1988       | 28 نوفمبر 1988     |
|             | الأمم المتحدة                                              | 24 أكتوبر 1945     | 16 ديسمبر 1963     |
|             | العملية المشتركة للاتحاد الأفريقي والأمم المتحدة في دارفور | ?                  | ?                  |
|             | الفريق المعني برصد الأرض                                   | ?                  | ?                  |
|             | الاتحاد البريدي العالمي                                    | ?                  | ?                  |
|             | البنك الدولي للإنشاء والتعمير                              | 11 مارس 1947       | 3 فبراير 1964      |
|             | الاتحاد الدولي للاتصالات                                   | 1866               | 11 أبريل 1964      |
|             | منظمة حظر الأسلحة الكيميائية                               | ?                  | ?                  |
|             | مؤسسة التمويل الدولية                                      | 19 ديسمبر 1956     | 3 فبراير 1964      |
|             | المركز الدولي لتسوية المنازعات الاستشارية                  | 2 أبريل 1989       | 2 فبراير 1967      |
|             | منظمة التجارة العالمية                                     | 26 مارس 1995       | 1995               |
|             | منظمة الشرطة الجنائية الدولية                              | ?                  | ?                  |
|             | البنك الإفريقي للتنمية                                     | ?                  | ?                  |

## وصلات خارجية
- موقع وزارة الخارجية التركية
- موقع وزارة الخارجية الكينية